# Сату Ноу (Калараш)
Ново село (рум. Satu Nou) насеље је у Румунији у округу Калараш у општини Иљана. Oпштина се налази на надморској висини од 57 m.

## Становништво
Према подацима из 2002. године у насељу је живело 290 становника, од којих су сви румунске националности.